# Gary Staelens
Pour les articles homonymes, voir Staelens.
Gary Staelens, né le 2 septembre 1984 à Maubeuge (Nord), est un joueur français de basket-ball. Il joue au poste de meneur.

## Clubs successifs
- Centre de formation :  Besançon Basket Comté Doubs
- 2001-2005 :  Besançon Basket Comté Doubs (Pro A) puis (Pro B)
- 2005-2007 :  Saint-Étienne Basket (Pro B)
- 2007-2008 :  Aix Maurienne Savoie Basket (Pro B)
- 2008-2009 :  Saint-Étienne Basket (Pro B)
- 2009-2011 :  Étendard de Brest (Pro B) puis (Nationale 1)
- 2011-2013 :  Abeille des Aydes Blois Basket (Nationale 1)
- 2013-2015 :  Union Jeanne d'Arc Phalange Quimper (Nationale 1)
- 2015-2018 :  Étoile sportive Prissé-Mâcon (Nationale 2)